# Gyurza-M-klasse patrouilleschepen

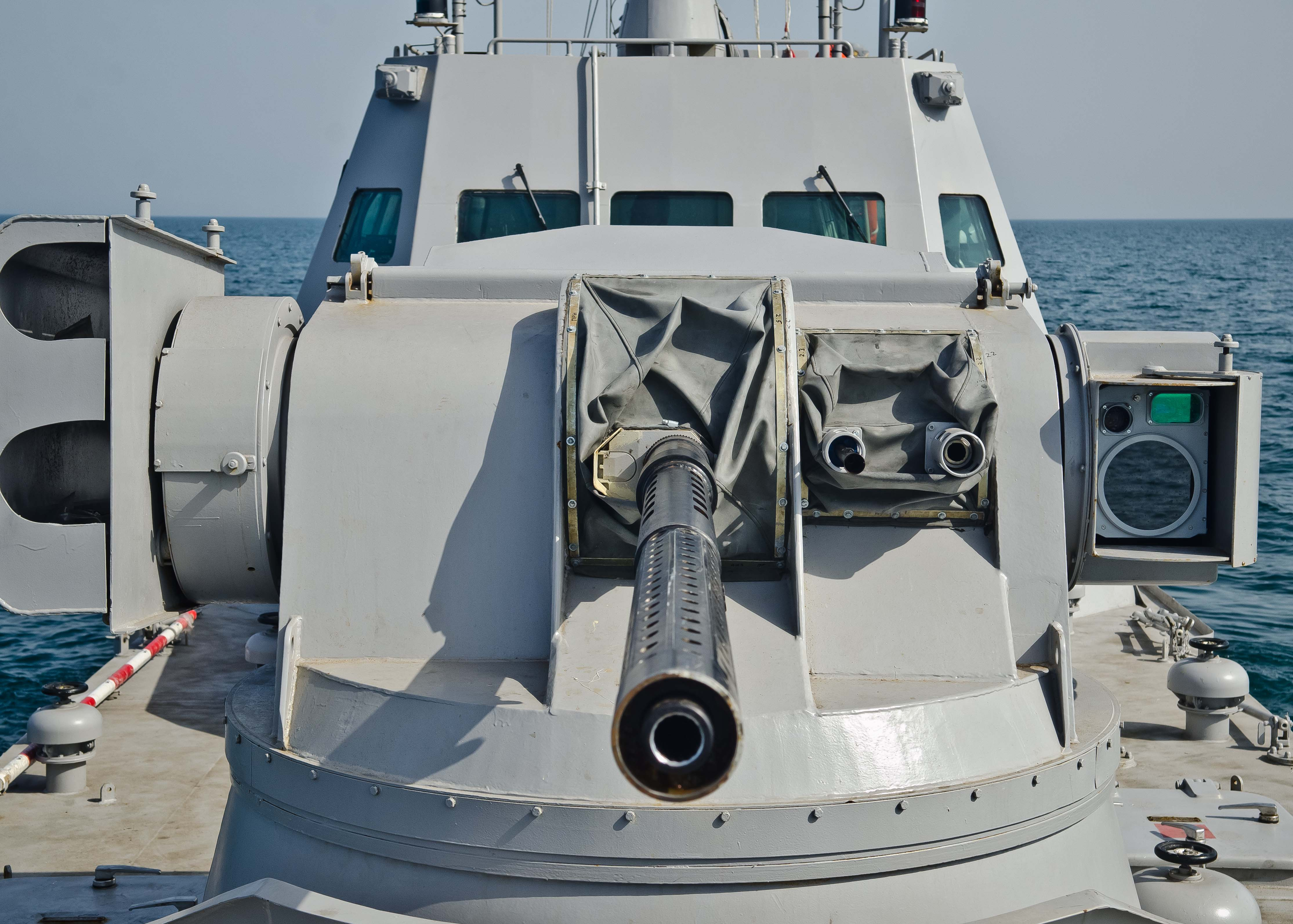
Foto van 30 mm kanon

De patrouilleschepen van de Gyurza-M-klasse is een serie van nu nog 6 schepen gebouwd voor de Oekraïense marine. Origineel zouden negen schepen gebouwd worden, maar in 2013 werd dit gereduceerd naar acht. De schepen zijn voor hun grootte goed bewapend, ze beschikken over twee 30mm kanonnen en een 30mm granaatwerper.

## Schepen
| Naam                       | Nummer | Status                            |
| -------------------------- | ------ | --------------------------------- |
| BK-01 Akkerman             | P174   | Actief                            |
| BK-02 Berdiansk            | P175   | Actief                            |
| BK-03 Nikopol              | P176   | Actief                            |
| BK-04 Kremenchuk           | P177   | Actief                            |
| BK-05 Lubny                | P178   | Actief                            |
| BK-06 Vyshhorod            | P179   | Actief                            |
| BK-07 Kuznya na Rybalskomu | P180   | Actief                            |
| BK-08 Kuznya na Rybalskomu | ...    | Gepland voor eind 2019/begin 2020 |

## Incident in de Zee van Azov
Op 25 november 2018 heeft de Russische kustwacht drie Oekraïense marineschepen in beslag genomen, waaronder twee Gyurza-M-klasse patrouilleschepen (BK-03 Nikopol en BK-02 Berdiansk). Dat gebeurde naar aanleiding van een incident in de Straat van Kertsj tussen de Oekraïense marineschepen en de Russische kustwacht. Rusland had eerder die dag deze enige verbinding tussen de Zee van Azov en de Zwarte Zee geblokkeerd. De Oekraïense patrouilleschepen zijn meerdere malen beschoten, hierdoor raakten de schepen beschadigd en raakten in totaal 6 bemanningsleden gewond.

## Teruggave schepen
Op 18 november 2019 zijn de in beslag genomen schepen teruggeven aan de Oekraïense marine. Dit gebeurde op aandringen van de Oekraïense marine met oog op de komende top tussen regeringsleiders uit Frankrijk, Duitsland, Rusland en Oekraïne. Tijdens die ontmoeting op 9 december 2019 in Frankrijk wordt gesproken over een oplossing van het conflict tussen Oekraïne en Rusland.